# Stockem (Luxemburg)
Stockem (en luxemburguès: Stackem) és una vila de la comuna de Wincrange situada al cantó de Clervaux al nord del districte de Luxemburg. El 2012, tenia 119 habitants.